# Helsingør Nordhavn
Helsingør Nordhavn blev bygget som fiskeri-og lystbådehavn af Helsingør Kommune i årene 1932-1934 og udvidet i begyndelsen af 1970'erne til den nuværende størrelse. 
Nordhavn vil i nær fremtid blive udvidet og laves større så der kommer cafe miljø, flere lokaler til foreninger m.m. 